# Graaf van Rochford
Lord Rochford, burggraaf Rochford (Engels: viscount Rochford) en graaf van Rochford (Engels: earl of Rochford) zijn Engelse adellijke titels.
De titel lord Rochford werd voor het eerst gecreëerd in 1495 door koning Hendrik VII voor Thomas Butler, 7e graaf van Ormonde. Na zijn dood in 1515 vervielen beide titels aan de kroon.
De titel burggraaf Rochford werd voor het eerst door koning Hendrik VIII in 1525 verleend aan Thomas Boleyn, vader van zijn tweede vrouw Anna Boleyn. In 1529 kreeg hij bovendien de titels graaf van Wiltshire en graaf van Ormonde. Hierdoor ging de titel over op zijn zoon George Boleyn, die in 1533 zitting in het parlement nam als lord Rochford. Na de executie van de kinderloze George Boleyn verviel de titel aan de kroon.
Pas in 1621 werd door koning Jacobus I een nieuwe burggraaf Rochford benoemd, Hendrik Carey, die in 1628 ook graaf van Dover werd. Na zijn dood verviel zijn titel weer.
In 1695 werd de titel graaf van Rochford voor het eerst gecreëerd door koning Willem III voor zijn achterneef, Willem Hendrik van Nassau-Zuylestein, zoon van Frederik van Nassau en Mary Killigrew. In 1830 stierf de laatste legitieme nazaat, William. 
De aanvullende titels van de graven van Rochford waren: baron Enfield en viscount Tunbridge. De laatste werd gedragen door de oudste zoon van de graaf.
De titel werd in 1696 door Jacobus II van Engeland (samen met de titel hertog van Albemarle) gecreëerd voor zijn buitenechtelijke zoon Henry FitzJames. Deze titel werd echter alleen door de jacobieten erkend, omdat de koning afgezet was.

## Lord Rochford, Eerste creatie (1495)
- 1495 – 1515: Thomas Butler († 1515)

## Burggraaf Rochford, Eerste creatie (1525)
- 1525 – 1539: Thomas Boleyn, 1e burggraaf Rochford

## Burggraaf Rochford, Tweede creatie (1621)
- 1621 – 1661: Henry Carey, 1e burggraaf Rochford

## Graaf van Rochford, Eerste creatie (1695)

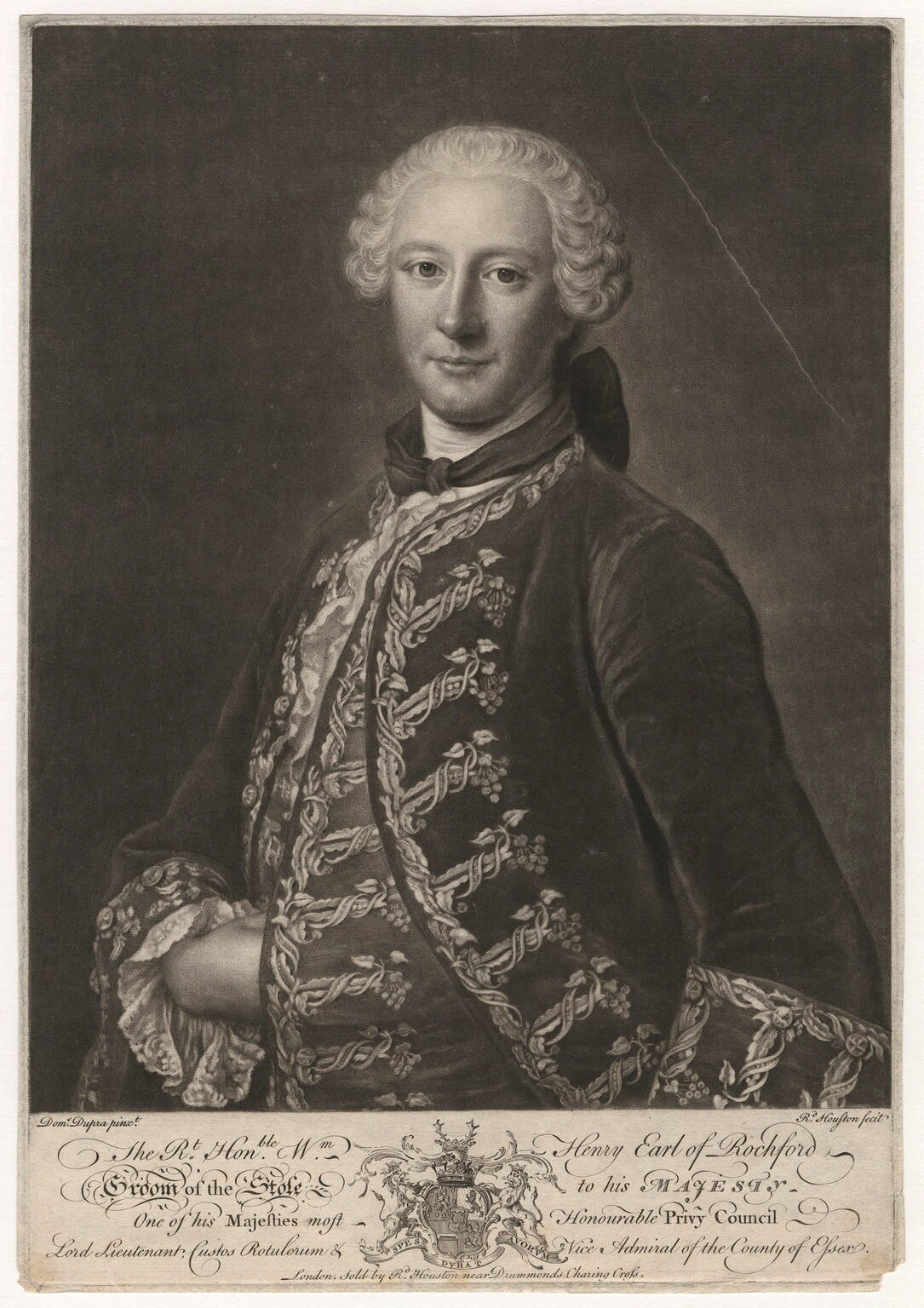
William Nassau de Zuylestein, 4e graaf van Rochford

- 1695 – 1708: Willem Hendrik van Nassau-Zuylestein, 1e graaf van Rochford
- 1708 – 1710: William Nassau de Zuylestein, 2e graaf van Rochford
- 1710 – 1738: Frederik Nassau de Zuylestein (1684-1738), 3e graaf van Rochford
- 1738 – 1781: William Nassau de Zuylestein, 4e graaf van Rochford
- 1781 – 1830: William Nassau de Zuylestein, 5e graaf van Rochford